# 人的財産
英米法における人的財産（じんてきざいさん）（personal property, personal estate, chattel, mov(e)ables, mov(e)able property, mov(e)able thing）とは、物的財産（real property）以外の財産。動産（どうさん）とも訳される。

## 分類
有形か無形かによって、有形人的動産（tangible personal property）（家具、衣服、宝石、書物など）と無体人的動産（incorporeal personal property）（譲渡可能証券（en:negotiable instrument）、サービス、債権（en:chose in action）や知的財産権など。）に分類される。
また、人的人的財産ないし純粋動産（chattel personal）と物的人的財産ないし不動産的動産（chattel real）（不動産賃借権（en:leasehold）など。）にも分類される。